# Amtsbezirk Upninkai

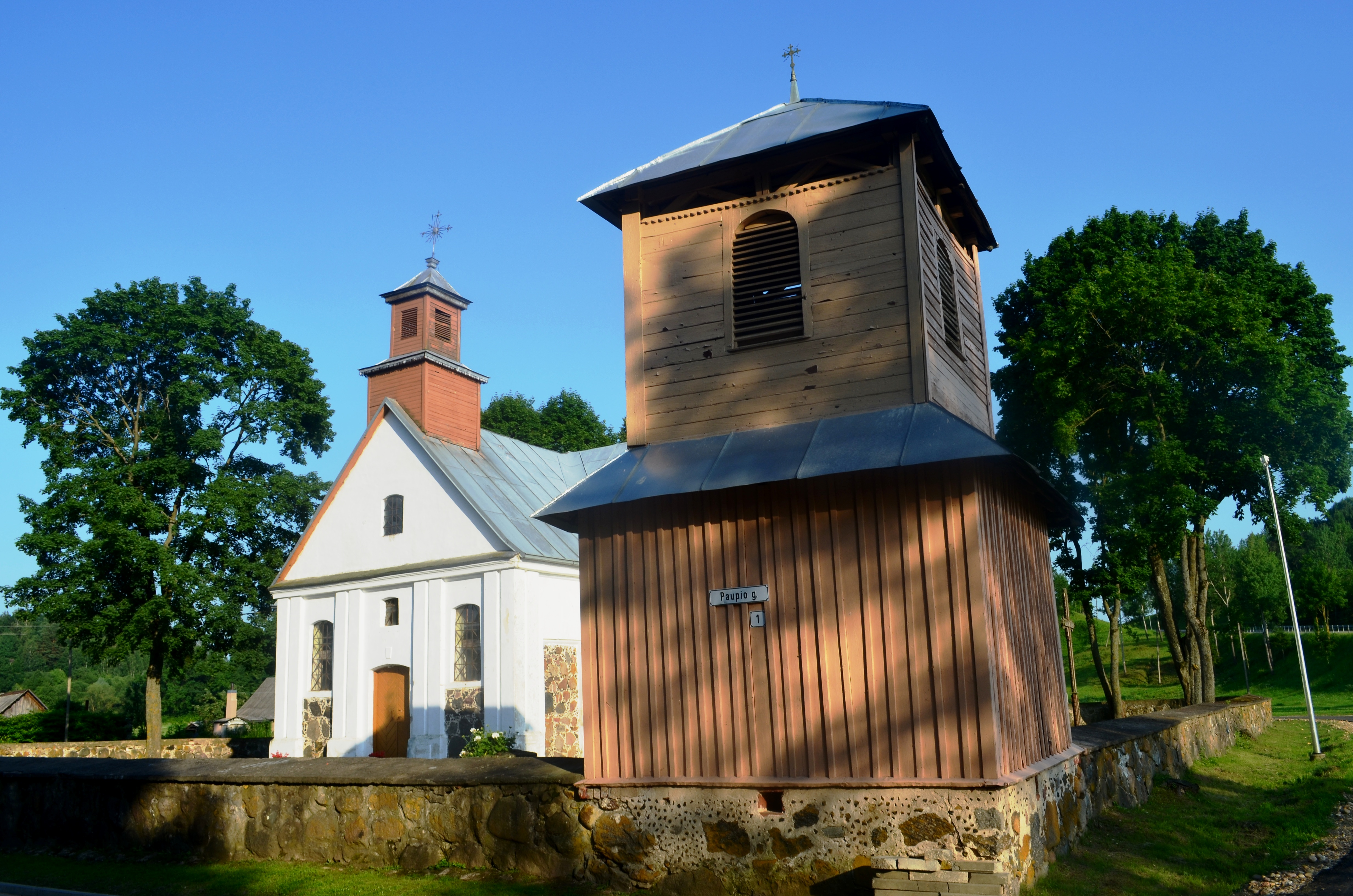
Kirche Upninkai mit dem Glockenturm

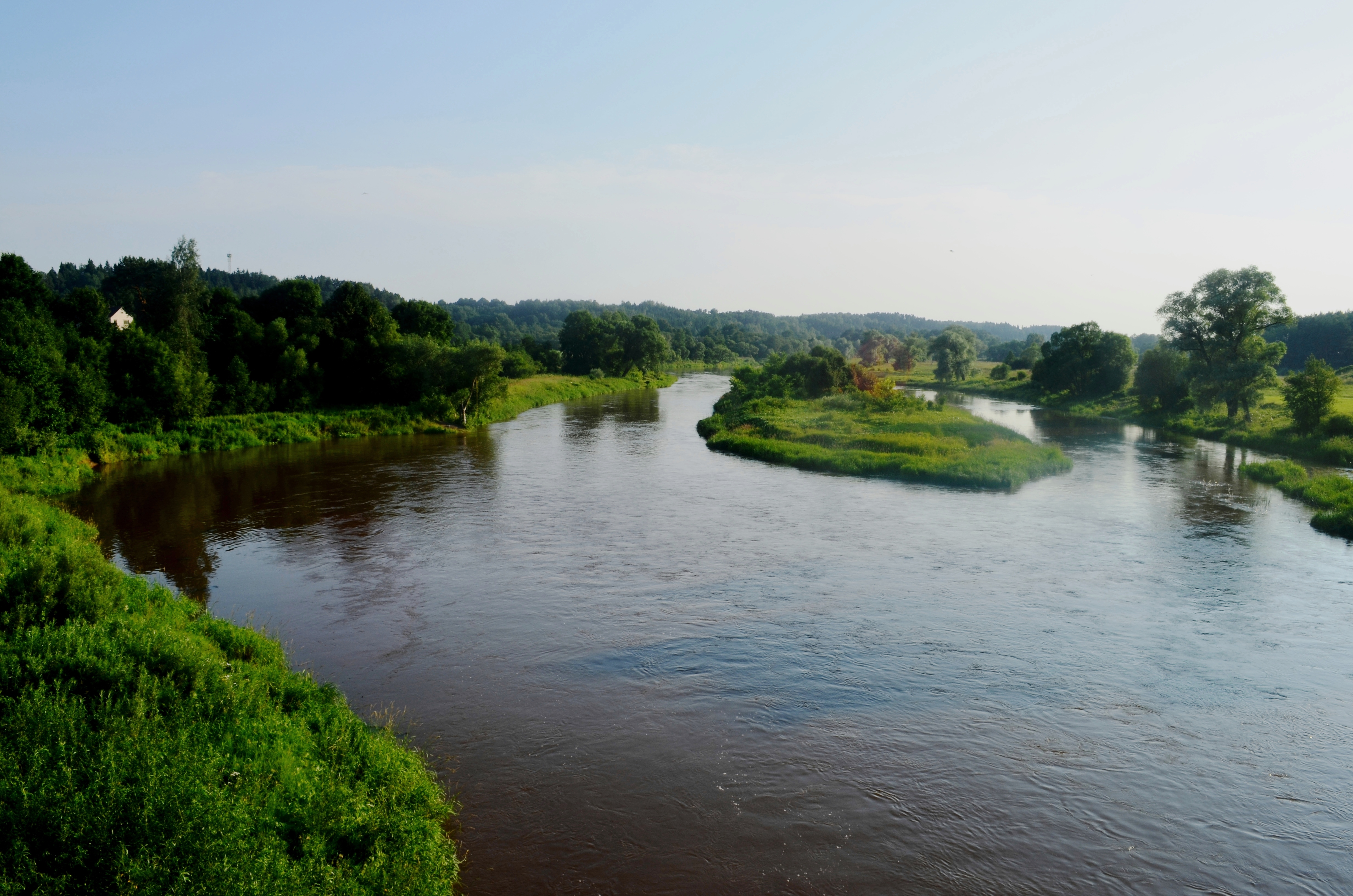
Šventoji bei Upninkai

Der Amtsbezirk Upninkai (lit. Upninkų seniūnija) ist ein Amtsbezirk mit 46 Dörfern und 1328 Einwohnern (Stand 2011) an der Širvinta, in der Rajongemeinde Jonava, östlich von Jonava im Bezirk Kaunas in Litauen. Das Zentrum ist das Dorf Upninkai (1200 Einwohner). Die anderen größeren Dörfer sind Upninkėliai (105), Keižonys (98), Kunigiškiai (88), Pakalniškis (74). Es gibt ein botanisches Schutzgebiet Upninkai. Der Amtsbezirk Upninkai entstand aus dem Kreis Upninkai (in Sowjetlitauen).

## Leiter
- 2006–2009: Juozas Alechnavičius
- Seit 2009 Laimutė Alechnavičienė

## Unteramtsbezirke
Seit 2009 gibt es 4 Unteramtsbezirke (seniūnaitija):
- Kunigiškiai-Pakalniškis (148 Einwohner, Leiter E. Stanevičius): Apeikiškiai, Kunigiškiai, Alekniškis, Pakalniškis, Šilėnai
- Padaigai (117 Einwohner, Leiter R. Paškauskas): Arnotiškiai, Gegutės, Gegužinė, Kernaviškiai, Padaigai, Saleninkai, Vanagiškis, Vareikiai
- Upninkėliai (358 Einwohner, Leiterin A. Morkūnienė): Ąžuolynė, Bajoriškiai, Baltromiškė, Jakimauka, Jurkonys, Karčiškiai, Karčiai, Kryžiauka, Kūniškiai, Makštava, Mantromiškiai, Rizgonys, Šakiai, Upninkėliai, Užupės, Dubiai
- Upninkai (1226 Einwohner, Leiterin L. Šatienė): Aukštakaimis, Eglinė, Liukonėliai, Medinai, Upninkai